# Dan Smith (Sänger)

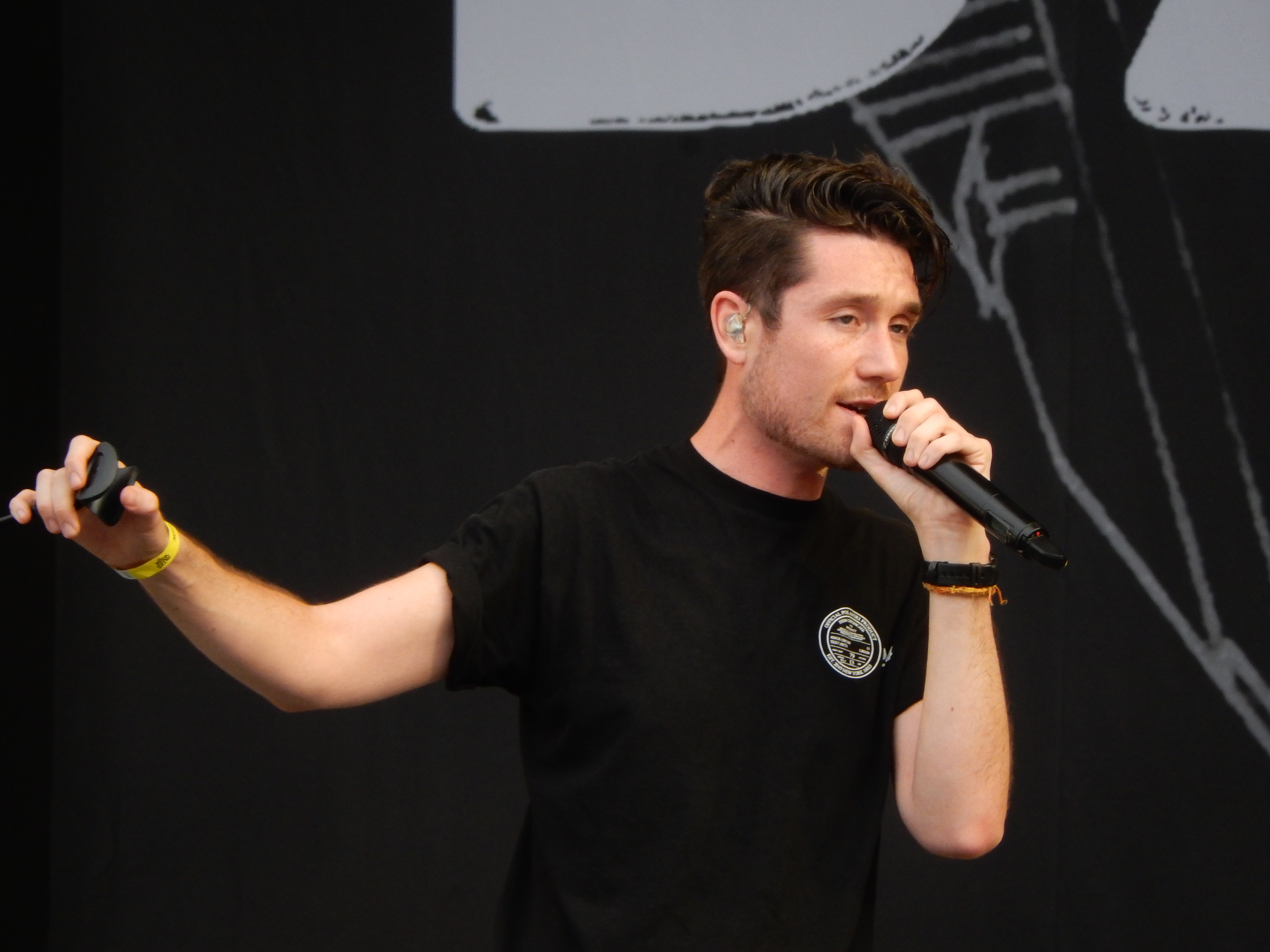
Dan Smith (2016)

Daniel Campbell „Dan“ Smith (* 14. Juli 1986) ist ein englischer Singer-Songwriter. Er ist Leadsänger, Produzent, Songwriter und Gründer der Indie-Rock-Band Bastille. Die 2010 gegründete Band wurde 2013 mit dem Song „Pompeii“ bekannt. Zudem ist Dan Smith einer von drei Gründern des Record Labels „Best Laid Plans“.

## Leben
Smiths Eltern kommen aus Südafrika. Ihnen widmete er das Lied „Durban Skies“. Es erzählt die Geschichte, wie seine Eltern sich kennenlernten, sich verliebten und heirateten.
Nach seiner Schulzeit studierte Smith Englische Literatur an der University of Leeds. Während seines Studiums schrieb er für die Studentenzeitung über Musik und Film und verfasste eine Arbeit über das Buch Adventures in the Screen Trade von William Goldman.
Smith schreibt und arrangiert alle Bastille-Songs außer Remixe und Covers und arbeitete gemeinsam mit dem Freund Mark Crew an der Produktion des Albums Bad Blood. Er spielt viele Instrumente, darunter Klavier, Keyboard, Perkussion, und Melodica.

## Solokarriere
Mit fünfzehn Jahren begann Dan Smith, Lieder am Klavier zu komponieren . 
Beispiele für Produktionen aus seiner Solokarriere sind „Alchemy“, „Words Are Words“, und „Irreverence“. Smith erreichte keinen größeren Erfolg, schrieb aber weiterhin Lieder, sowohl alleine als auch mit seinem Freund Ralph Pelleymounter von der Band To Kill A King. Die beiden gründeten ein Nebenprojekt mit dem Namen „Annie Oakley Hanging“, welches von Pelleymounter als „cowboy like“ bezeichnet wurde.
Nach seinem Studium ging Smith zurück nach London, wo er seine Solokarriere weiter vorantrieb. Ein Flugblatt machte ihn auf Chris „Woody“ Wood aufmerksam, der nach Schlagzeugschülern Ausschau hielt. Smith besuchte Wood in der Hoffnung, eine Band mit einem seiner Schüler starten zu können, aber Wood war so beeindruckt von Smiths Liedern, dass er einverstanden war, selbst der Trommler von Smiths Band zu werden.
Neben seiner Arbeit mit Bastille tritt Smith regelmäßig als Gastmusiker in verschiedenen Projekten auf. Er war unter anderem auf „La Lune“ von Madeon, „What’s In A Name“ von Future Utopia und „I Know You“ von Craig David vertreten. 2017 nahm er gemeinsam mit zahlreichen Künstlern an der Charity-Single „Bridge Over Troubled Water“ teil, die zugunsten der Opfer des Grenfell-Tower-Brandes aufgenommen wurde. Zudem begleitete er Pink live bei den BRIT Awards, wo sie gemeinsam „Just Give Me a Reason“ performten.
2017 spielte Smith eine Rolle im Musikvideo „Boys“ von Charli XCX.
2024 veröffentlichte Smith das Album "&" (Ampersand) unter dem Namen „Bastille presents“. Anders als klassische Bastille-Alben handelt es sich hierbei um ein persönliches Projekt von Smith, bei dem er mit verschiedenen Künstlern zusammenarbeitete. Er selbst übernahm dabei die Hauptproduktion. In einem Interview beschrieb er das Album als eine Gelegenheit, kreativen Ideen außerhalb des gewohnten Bandformats Raum zu geben.

## Einflüsse
Dan Smith ist Fan der TV-Serie Twin Peaks und des Regisseurs David Lynch. Die Serie inspirierte ihn zu einem seiner ersten aufgenommenen Lieder „Laura Palmer“ und Bastilles erste Virgin Records Single „Overjoyed“. Seine früheren Arbeiten wurden stark von Künstlern wie Regina Spektor beeinflusst.

## Persönliches
Smith sprach in Interviews offen über seine Erfahrungen mit Dysmorphophobie und Übergewichtsproblemen während seiner Kindheit. Die Wahrnehmungsstörung begleitet ihn nach eigenen Angaben bereits seit über zehn Jahren. In einem Interview mit Rolling Stone UK beschrieb er, dass er sich als Kind oft wegen seines Gewichts unwohl fühlte, was auch seine Selbstwahrnehmung als Erwachsener beeinflusste.
In einem weiteren Interview mit The Guardian erwähnte Smith, dass er nach dem plötzlichen Erfolg von Bastille unter dem Imposter-Phänomen litt und lange Zeit das Gefühl hatte, seinen Erfolg nicht verdient zu haben. Diese Erfahrungen prägen viele seiner Songtexte, in denen Themen wie Identitätszweifel, Vergänglichkeit und mentale Gesundheit eine zentrale Rolle spielen. Darüber hinaus leidet er nach eigenen Angaben unter starkem Lampenfieber, das ihn insbesondere vor Live-Auftritten belastet.

## Engagement
Neben seiner Musikkarriere engagiert sich Smith für soziale und ökologische Projekte. Er setzt sich regelmäßig für wohltätige Organisationen ein, darunter War Child, das Kinder in Krisengebieten unterstützt.
2019 lief Smith den London-Marathon, um Spenden für die Brustkrebs-Organisation Breast Cancer Now zu sammeln. Das Engagement war für ihn persönlich bedeutend, da seine Mutter zuvor an Brustkrebs erkrankt war.
2024 nahm Smith an einer Greenpeace-Expedition im Sargassomeer teil, um auf den Schutz dieses einzigartigen marinen Ökosystems aufmerksam zu machen. Während der Reise mit dem Schiff Arctic Sunrise half er bei wissenschaftlichen Untersuchungen, beobachtete Wale und nahm Unterwassergeräusche von Meerestieren auf. Zudem performte er dort den bis dahin unveröffentlichten Song Blue Sky & the Painter.